# 克莱奥帕特·达勒
克莱奥帕特·达勒（法語：Cléopatre Darleux，1989年7月1日—），法国女子手球运动员。她曾代表法国参加2012年和2020年夏季奥林匹克运动会手球比赛，其中2020年奥运会获得一枚金牌。